# Сломники
Сломни́ки (пол. Słomniki) — місто в південній Польщі, на річці Шренява, притоці Вісли.
Належить до Краківського повіту Малопольського воєводства.

## Демографія
Демографічна структура станом на 31 березня 2011 року:
|          | Загалом | Допрацездатний вік | Працездатний вік | Постпрацездатний вік |
| -------- | ------- | ------------------ | ---------------- | -------------------- |
| Чоловіки | 2116    | 419                | 1501             | 196                  |
| Жінки    | 2318    | 381                | 1403             | 534                  |
| Разом    | 4434    | 800                | 2904             | 730                  |